# American Smooth
American Smooth is de Amerikaanse tegenhanger van de standaarddansen, meer bepaald de ballroomdans. 
De dans heeft een groot showgehalte: de partners mogen ook los van elkaar of met één hand verbonden dansen, waardoor er heel andere figuren ontstaan en er zijn twee lifts (de vrouw van de vloer omhoog tillen) toegestaan, wat de dans dan weer spectaculair maakt.
American Smooth kan gedanst worden als een Engelse wals, als een tango, als een foxtrot (die zowel traag als snel kan gedanst worden zoals dat in de standaarddansen het geval is met de quickstep en de slowfox) en ten slotte als een Weense wals.
In één American smoothdans mogen ook verschillende ritmes voorkomen.
Zoals bij alle American styleballroomdansen is, in tegenstelling tot de international style, het volgen van een linksomdraaiende beweging rond de dansvloer een veel minder strikte vereiste.